# Kölner Sportstätten
Die Kölner Sportstätten GmbH ist eine 1958 gegründete, 100%ige Tochter der Stadt Köln, die Eigentümerin zahlreicher Sportstätten in Köln ist und diese betreibt. Sitz der Gesellschaft ist die Tribüne Ost des Rheinenergiestadions. Sie wurde zum Betrieb der Sporthalle und des Eis- und Schwimmstadions gegründet. Sie war unter anderem 1958–1999 Veranstalterin des  Kölner Sechstagerennens.
Die Gesellschaft plante und teilfinanzierte für die Stadt Köln ab 1999 den Neubau des Stadions im Sportpark Müngersdorf, des heutigen Rheinenergiestadions, das in ihrem Eigentum steht. Seit dem 1. Januar 2016 sind Lutz Wingerath und Gerhard Reinke die Geschäftsführer der Kölner Sportstätten GmbH.
Die Kölner Sportstätten GmbH ist Betreiberin von sechs größeren Sportanlagen in Köln:
- Rheinenergiestadion
- Südstadion
- Sportpark Höhenberg
- Radstadion Köln
- Reit- & Baseballstadion
- Öffentliche Golfanlage Roggendorf